# Міцар
Міца́р, також Мізар — (ζ Ursae Majoris, ζ UMa, HD116656) — хімічно пекулярна зоря спектрального класу A2 у сузір'ї Великої Ведмедиці. Видима зоряна величина - 2,23m. Перебуває на відстані 78,2 світлових років (24 парсек) від Сонця. Назва походить від араб. ميزر‎ (мі:зар), що означає пояс чи фартух. 

## Спостереження
Під час спостережень у телескоп Міцар виглядає як подвійна зоря, що складається з Міцара A та Міцара B. Міцар B має зоряну величину 4,0m та спектральний клас A7, відстань між Міцаром A та Міцаром B — 380 а.о., період обертання — кілька тисяч років.
Міцар А у свою чергу також є спектрально-подвійною зорею.

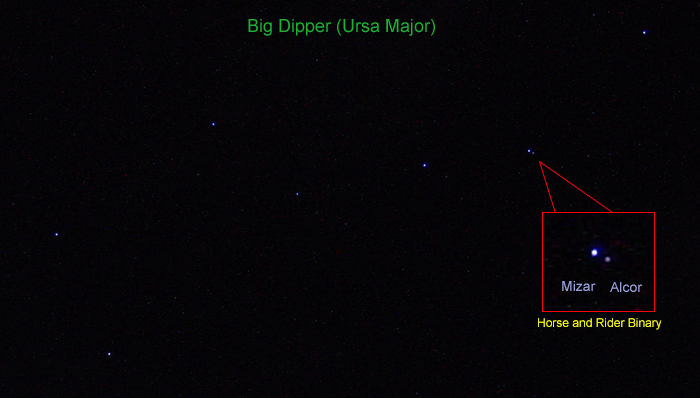
Міцар та Алькор у сузір'ї Великої Ведмедиці

Поруч із Міцаром розташована Алькор, зоря 4-ї зоряної величини. Разом їх іноді називають «Кінь та Вершник». Можливість побачити на небосхилі ці зорі окремо одна від одної є традиційним методом перевірки гостроти зору. Існує легенда, що за допомогою такого тесту добирали юнаків до елітних військ єгипетських фараонів[джерело?]. У версіях цієї легенди іноді фігурують грецькі лучники чи індіанські мисливці. Щоправда, документально такі факти не підтверджено. Насправді ж, розрізнити ці зорі може навіть людина із пересічною гостротою зору.
Сучасні астрономи вважають, що Алькор та Міцар утворюють спільну зоряну систему.

## Пекулярний хімічний склад
Зоряна атмосфера HD116656 має підвищений вміст Силіцію.

## Магнітне поле
Спектр зорі вказує на наявність магнітного поля у її зоряній атмосфері.
Напруженість поздовжньої компоненти поля, оцінена з аналізу ліній металів, становить 89,8±73,2 Гаус.